# 矢島晶子
矢島晶子（日语：／ Yajima Akiko，1968年5月4日—），曾改名上地晶（日语： Uechi Aki），日本女性配音員，出身於新潟縣柏崎市。淑德短期大學畢業。Across Entertainment所屬。日本藝術專門學校特聘講師。身高153cm。B型血。

## 簡介
本名相同。以前經歷Production baobab→自由身，現在是Across Entertainment（AIR AGENCY業務提攜）。日本藝術專門學校特別講師。
為人熟悉的代表配音作品有《蠟筆小新》主角野原新之助、《新機動戰記鋼彈W》的莉莉娜·德利安、《犬夜叉》的逆髪的結羅&琥珀、《偶像英里子傳說》主角田村英里子、《勇者特急隊》的吉永莎莉、《玻璃假面 (2005年版)》主角姬川亞弓、《BLOOD+》的宮城里克&Diva等等。
2017年1月9日，矢島從朝日電視台播放的節目『200位人氣聲優認真票選！聲優總選舉3小時SP』的排名中得到第16名。
2024年8月1日，宣布成為Across Entertainment隸屬，並更改藝名為上地晶，2025年4月1日改回本名。

### 經歷、人物
矢島早年因出演Production baobab主辦的舞台劇，得到經紀人、配音員立壁和也的注意，受邀以《偶像傳說英里子》的主人公田村英里子出道。
《蠟筆小新》動畫自從開播以來，矢島因為長年幫主角野原新之助這樣喜感角色配音最廣為人知。除此之外，矢島還配過了很多夢幻的美少年少女的角色，扮演女主角的狀況也有不少（因此有不少觀眾感到有很大的落差）。在《BLOOD+》中一人飾兩役，由於有一方殺另外一方的場景而使得觀眾吃了一驚。而在《蠟筆小新》也有同時飾演主人公的野原新之助及妮妮的兔子這種狀況。但是，像野原新之助這種奇特而有趣的聲線只在這部作品出現而已。

### 蠟筆小新
野原新之助在《蠟筆小新》裡的表現和聲音在1992年動畫剛開始時並沒有獨特的語調，其聲音本身就相當高亢。大約在1993年，聲音逐漸改為現在的聲音。其表現之所以變成現在這樣，是因為動畫中的表現隨著原作風格的變化而逐漸改變。矢島自己在中途也發現了自己的表演變化，向音響監督大熊昭問道「從第一次到現在完全不一樣了，可以嗎？」，他卻淡淡地回答「可以！」，她開始思考「是這樣的嗎？」。
此外，新之助特有的笑聲從一開始就存在，並被矢島的弟弟模仿。
2018年6月1日，朝日電視台宣布矢島將在2018年6月29日最後一次播出後卸下新之助的角色。接到矢島本人的請求，與節目製作人員討論後決定卸任。矢島的評論如下。
雖然我和春我部的「風起雲湧的5歲孩子」一起度過了27年，但我還是決定離開野原一家。

原因是新之介的聲音變得難以維持。這是因為我太專注於創造角色的聲音，以至於我很難自然地表達自己。
我謹對大家一直以來的支持表示誠摯的謝意。
雖然我離開了「新之助」這個角色，但我會繼續參與配音工作。如果能在其他場合看到我扮演另一個角色，我將不勝感激。
 
感謝過去27年的你們。
 — 矢島晶子
關於新之助的聲音，矢島在離開這個角色的前一年曾說如果走到這一步會很累，而且由於錄音後其聲音肯定會變得粗糙，她也透露，在某些情況下，例如扮演女孩角色，她別無選擇，只能拒絕其他作品的邀約。
2018年6月14日，朝日電視台在其節目網站上宣布，新之助一役由小林由美子接任。小林將從7月6日的播出集數開始擔任。

## 演出
粗體字表示主要角色。

### 電視動畫
1989年
- 偶像英里子傳說（田村英里子）
- 亂馬½ 熱鬥篇

1990年
- 偶像天使陽子（蘇）
- NG騎士檸檬汽水&40
- 如風如雲
- 功夫貓黨（辣妹）
- 超時空遊俠（貝比·魯斯的妹妹）
- 魔神英雄傳2（雷納）
- 魔法天使甜蜜薄荷（克萊爾）
- 櫻桃小丸子 (第1期)（茜〈初代〉）

1991年
- 宇宙傳說尤利西斯31（日语：宇宙伝説ユリシーズ31）（由美[17]）
- 猜拳人（格楊）
- 小小妖怪阿奇、柯奇、索奇（柯奇）
- 意甲小旋風（日语：燃えろ!トップストライカー）（馬爾科）
- YAWARA！（尾上）

1992年
- 宇宙騎士騎格武士利刃（少年時期的諾阿爾、少年）
- 妙廚老爹（小原江子[18]）
- 蠟筆小新（1992～2018，野原新之助〈初代〉[19]）
- 電腦小奇俠（日语：ゲンジ通信あげだま）（女學生）
- 人小鬼大（野原俊）
- 超電動機械人 鐵人28號FX（凱）
- 花的魔法使瑪麗貝爾（薇薇安[20]）
- 丸出日太夫（莎拉）

1993年
- 麵包超人（泥巴小子）
- 緞帶魔法姬（真佐子）
- 勇者特急隊（吉永莎莉、莉莉）

1994年
- 白雪公主的傳說（日语：白雪姫の伝説）（米爾菲）
- 七海的堤可（桃琵雅）
- 霸王大系龍騎士（帕菲·帕普利席兒）
- 美少女戰士S（玉三郎[注 1]）
- 魔天戰神（加昂）

1995年
- Oz Kids（日语：オズ・キッズ）（奈迪）
- 諾迪的玩具城冒險（英语：Noddy's Toyland Adventures）（泰西）
- 恐龍冒險記（日语：恐竜冒険記ジュラトリッパー）（瑪蒂娜）
- 新機動戰記鋼彈W（莉莉娜·德利安／莉莉娜·匹斯克拉福特（日语：リリーナ・ドーリアン）[21]）
- 熊之噗太郎（日语：クマのプー太郎）（幸福兔）
- 新世紀福音戰士（鶯小姐）
- 天地無用！（眷皇鬼）
- 咕嚕咕嚕魔法陣 (1994年版)（雅頓伯格）

1996年
- 蒙面俠蘇洛傳（波波羅）
- 機動戰艦撫子號（寺崎小百合、風間樹〈第13話的補充試映〉）
- VS騎士檸檬汽水&40炎（BQ、民宿女兒[22]）
- 爆走兄弟Let's & Go!!（三國智子、約瑟芬·古德溫）
- 山林小獵人 (1996年版)（星星王子）
- 暖暖日記（敏敏）
- 宇宙小毛球（ヒュン）
- YAT安心！宇宙旅行（日语：YAT安心!宇宙旅行）（千秋）
- 浪客劍心（天草翔吾〈少年時期〉）

1997年
- CLAMP學園偵探團（大川誠心）
- 蠟筆小新（矢島美紀）
- 烙印勇士（里基特）
- 叢林跟我走！（日语：ジャングルDEいこう!）（泉川真奈見·初代美衣）
- 少女革命（石蕗美蔓）
- 超者萊汀（日语：超者ライディーン）（武）
- 新·天地無用！（幽戲）
- 爆走兄弟Let's & Go!! WGP（約瑟芬·古德溫、三國智子）
- 大運動會（安娜·雷斯皮基）
- 烈火之炎（紅）

1998年
- 動畫週刊DX！Mi-Pha-Pu（日语：アニメ週刊DX!みいファぷー）
  - 看我這一邊！蜜子（日语：こっちむいて!みい子）（山田真守）
  - 不可思議魔法藥店（日语：ふしぎ魔法ファンファンファーマシィー）（夏海）
- 金田一少年之事件簿（新谷百合）
- 青澀之戀（今中香澄）
- DT戰士（日语：DTエイトロン）（多莉）
- 女棒甲子園（堀田小春[23]）
- 魔術士歐菲（馬里斯）

1999年
- 迷糊女戰士（柯塞特）
- 臣士魔法劇場 利斯基☆塞夫提（日语：臣士魔法劇場 リスキー☆セフティ）（深見優雅）
- 金田一少年之事件簿（遊佐知惠美、葉多野春菜）
- The Big O（R·桃樂絲·溫萊特）
- 神風怪盜貞德（亞薩斯·泰姆[24]、東大寺都的母親、櫻）
- 六翼天使之聲（日语：セラフィムコール）（櫻瀨千奈美）
- 爆球連發!! 超級彈珠人（黑羽光一）
- 名偵探柯南（森由紀子）

2000年
- 夢幻天女（佐原美緒里）
- 犬夜叉（逆髪的結羅、琥珀）
- 學校怪談（脫兔）
- 機巧奇傳希約戰記（瑪由）
- 大嘴鳥（甘達）
- 幻想魔傳最遊記（清風·明月）
- 週刊故事樂園（日语：週刊ストーリーランド）（阿菊）
- 人造人基凱達 THE ANIMATION（日语：人造人間キカイダー THE ANIMATION）（女孩子）

2001年
- 沉默的未知（庫洛卡）
- 新白雪姬傳說（萬年[25]）
- 地球防衛家族（白鳥愛倫）
- 最終幻想：無限（戴蘭特伯爵、幸福鳥／陸行鳥）
- 宇宙人形17（椎名翼）
- 神奇寶貝（熊寶寶、圈圈熊）
- 魔法戰士李維（艾拉）

2002年
- 我們這一家（野原新之助[注 2]）
- 攻殼機動隊 S.A.C（美紀）
- 灰羽聯盟（空）
- 炎之蜃氣樓（森野紗織）

2003年
- 蠟筆小新（妮妮的兔子／出氣兔）
- The Big O second season（R·桃樂絲·溫萊特）
- 灰姑娘男孩（日语：シンデレラボーイ）（馬爾科）
- 鋼之鍊金術師（克勞斯）
- 我要上太空（鴨川明日美）
- 愛的魔法（音邑欅）
- 名偵探柯南（七川絢）

2004年
- 巖窟王（海黛·鐵貝林[26]）
- 絢爛舞踏祭（莎拉·雪夏）
- 光之美少女（米波）
- 名偵探柯南（七川絢）

2005年
- 植木的法則（圓包）
- AIR（海邊的少年）
- 玻璃假面 (2005年版)（姬川亞弓）
- 交響詩篇艾雷卡7（佐久夜）
- 火影忍者（蘭丸）
- 光之美少女 Max Heart（米波）
- BLOOD+（迪娃、宮城陸、音無響）
- MONSTER（維姆）

2006年
- 犬神！（狸貓）
- 死亡代理人（皮諾）
- 童話槍手小紅帽（蘭芬瑟爾）
- Kanon (第2作／京都動畫版)（倉田一彌）
- Keroro軍曹（愛莉莎·南十字星）
- 地獄少女（由紀）
- .hack//Roots（日语：.hack//Roots）（卡斯柏）
- 可愛小水滴（日语：ぷるるんっ!しずくちゃん）
- ×××HOLiC◆繼（雨童女）
- 狗狗向前衝（羅比、麗娜、麗娜的媽媽）

2007年
- CLANNAD（我）
- 絕望先生（新井智惠、糸色倫、糸色交）
- 神靈狩/GHOST HOUND（駒玖珠都）
- 電腦線圈（小此木京子[27]）
- BLUE DROP ～天使們的戲曲～（若竹瑪麗）
- 可愛小水滴 啊哈☆（ロンロン）

2008年
- 再造人卡辛 Sins（日语：キャシャーン Sins）（露娜[28]）
- CLANNAD ～AFTER STORY～（我）
- 黑執事（安琪拉·布朗）
- 俗·絕望先生（新井智惠、糸色倫、糸色交、日塔奈美、藤吉晴美）
- 死後文（文伽）
- 死亡筆記本 L的繼承者（孤兒院的少女、觀眾）
- 迷宮塔 ～烏魯克之盾～（卡依）
- 夏目友人帳（子狐）
- ×××HOLiC◆繼（雨童女）

2009年
- 犬夜叉 完結篇（琥珀）
- 懺·絕望先生（新井智惠、糸色倫、糸色交）[注 3]
- 森林大帝 -勇氣能改變未來-（大山賢一）
- 秀逗魔導士EVOLUTION-R（少年）
- 迷宮塔 ～烏魯克之劍～（卡依）
- 遊☆戲☆王5D's（妮可）

2010年
- 帥氣可愛宣言！（後輩）
- SHIN-MEN（日语：SHIN-MEN）（小新超人）
- 真·戀姬無雙 ～少女大亂～（張讓）
- 傳說的勇者的傳說（亞爾亞）
- 哆啦A夢 (水田山葵版)（灰姑娘）

2011年
- TIGER & BUNNY（希斯）
- 夏目友人帳 參（子狐）

2012年
- 翡翠森林狼與羊 ～秘密的朋友～（塔奧）
- 丸少爺（羽虫、銅鬼）
- 白熊咖啡廳（小熊貓）
- 美食獵人TORIKO（梅爾克二代）
- 貓棲息的島（貓）[注 4]
- FAIRY TAIL（雷克特[29]）
- 魔術快斗（菲利浦·馬克西米利安·德·英格蘭王子）
- 魯邦三世 -名為峰不二子的女人-（少年[30]）

2013年
- 我的腦內戀礙選項（道樂宴[31]）
- 來自新世界（惡鬼）
- 東京闇鴉（大連寺利矢）
- 火影忍者疾風傳（蠍〈幼年時期〉）
- 名偵探柯南（渡邊幸）

2014年
- Keroro（南十字星·愛莉莎）
- 靈裝戰士（阿久亞曼蓮）
- 牙狼〈GARO〉-炎之刻印-（愛羅斯）

2015年
- 丸少爺特別篇 「健忘森林的日向」[32]（日向）
- 牙狼〈GARO〉-紅蓮之月-（金時[33]）
- DD北斗神拳2（隆）
- PEANUTS 史努比 -動畫短片（查理·布朗[34]）

2016年
- 6HP/Six Hearts Princess（阿仁）
- 少年女僕（日野花子）
- 時間飛船24（聖女貞德）
- 龍族拼圖X（ㄒ蘭司）
- 勇利!!! on ICE（西郡空挧流、西郡流麗、西郡流譜）

2017年
- 雛邏輯 ～來自幸運邏輯～（學園長[35]）

2018年
- POP TEAM EPIC（PIPI美〈第7話A段〉）
- FAIRY TAIL Final Series（雷克特）

2019年
- 荒野的壽飛行隊（露露女士[36]）

2020年
- 半妖的夜叉姬（琥珀〈少年時期〉）

2022年
- 福星小子（少年）
- 史上最強大魔王轉生為村民A（神秘嬰兒）

### 電影動畫
1990年
- HEAVY（瑪麗·貝利）

1992年
- 千本松原 與河流生活的少年們（日语：せんぼんまつばら 川と生きる少年たち）（富美）
- YAWARA！ 上吧！懦怯的孩子們！（若松俊秀）

1993年
- 藏青色的記憶 滿蒙開拓與少年們（日语：蒼い記憶 満蒙開拓と少年たち）（伸二）
- 蠟筆小新：動感超人大戰泳裝魔王（野原新之助）

1994年
- 蠟筆小新：不理不理王國的秘寶（野原新之助）

1995年
- 蠟筆小新：雲黑齋的野心（野原新之助）
- （吉田隆）

1996年
- 蠟筆小新：搞怪遊樂園大冒險（野原新之助）
- 廁所裡的花子（宮野香織）
- 別認輸了！千太（千太）

1997年
- 機關車先生（日语：機関車先生）（井口妙子）
- 蠟筆小新：黑暗珠珠大追擊（野原新之助）
- 新世紀福音戰士劇場版：Air/真心為你（館內放送、廣播、NERV職員女、無線女）
- 爆走兄弟Let's & Go!! WGP：失控迷你賽車大追蹤！（澤菲）

1998年
- 機動戰艦撫子號 -The prince of darkness-（寺崎小百合）
- 蠟筆小新：電擊！豬蹄大作戰（野原新之助）
- 新機動戰記鋼彈W 無盡的華爾茲 特別篇（莉莉娜·德利安）

1999年
- 蠟筆小新樂園！Made in 埼玉（野原新之助）
- 蠟筆小新：爆發！溫泉激烈大決戰（野原新之助）

2000年
- 劇場版 幸運女神（艾克斯）
- 蠟筆小新：風起雲湧的叢林冒險（野原新之助）
- 劇場版 神奇寶貝：結晶塔的帝王（小美、公主熊）

2001年
- 蠟筆小新：風起雲湧 猛烈！大人帝國的反擊（野原新之助[37]）
- 劇場版 吸血鬼獵人D（蕾拉〈小時候〉[38]）
- 劇場版 幻想魔傳 最遊記 Requiem 獻給落選者的安魂曲（朋蘭）
- ONE PIECE 發條島的冒險（阿齊）

2002年
- 劇場版 犬夜叉：鏡中的夢幻城（琥珀）
- 蠟筆小新：風起雲湧 壯烈！戰國大會戰（野原新之助[39]）
- 歡迎來到Pia Carrot!! -沙耶香的戀愛物語-（神塚由紀）

2003年
- 蠟筆小新：風起雲湧 光榮燒肉之路（野原新之助[40]）

2004年
- 蠟筆小新：風起雲湧！夕陽下的春日部男孩（野原新之助[41]）
- 魔法少年賈修：第101個魔物（柯杜華）

2005年
- 劇場版 光之美少女 Max Heart（米波）
- 劇場版 光之美少女 Max Heart 2：雪空的朋友（米波）
- 蠟筆小新：3分鐘百變大進擊（野原新之助）

2006年
- 蠟筆小新：Amigo！森巴入侵計畫（野原新之助[42]）
- 新SOS大東京探險隊（尾崎聰／佐助）
- 數碼寶貝拯救隊 THE MOVIE 究極力量！爆裂模式發動!!（リズム）
- 勇者物語（皇女佐非）

2007年
- 時尚魔女♥Love and Berry：幸福的魔法（由美）
- 河童之夏（女播報員）
- 蠟筆小新：小白的屁屁炸彈（野原新之助）

2008年
- 蠟筆小新：風起雲湧的金矛勇者（野原新之助）

2009年
- 劇場版 光之美少女 All Stars DX：大家都是朋友☆奇蹟的全員大集合！（米波）
- 蠟筆小新：春日部野生王國（野原新之助）

2010年
- 古城荊棘王 -King of Thorn-（提姆〈提姆西·雷珍巴哈〉）
- 劇場版 光之美少女 All Stars DX2：希望之光☆守護彩虹寶石！（米波）
- 五彩繽紛（點心店的小孩[43]）
- 蠟筆小新：我的超時空新娘（野原新之助）
- 超劇場版Keroro軍曹5：誕生！究極Keroro奇蹟的時空之島!!（愛莉莎·南十字星）

2011年
- 劇場版 光之美少女 All Stars DX3：傳達到未來！連結世界☆彩虹之花！（米波）
- 蠟筆小新：黃金間諜大作戰（野原新之助）
- 豆富小僧（日语：豆富小僧）（小祿）

2012年
- 蠟筆小新：我和我的宇宙公主（野原新之助[44]）
- 視而不見（[45]）

2013年
- 蠟筆小新：超級美味！B級美食大逃亡!!（野原新之助）
- 劇場版 光之美少女 All Stars New Stage2：心之朋友（米波）

2014年
- 一年級大個子，二年級小個子（日语：大きい1年生と小さな2年生）（秋代[46]）
- 蠟筆小新：大對決！機器人爸爸的反擊（野原新之助）

2015年
- GAMBA 甘巴與冒險夥伴們（日语：冒険者たち ガンバと15ひきの仲間）（忠太[47]）
- 蠟筆小新：我的搬家物語 仙人掌大襲擊（野原新之助[48]）
- 百日紅 ～Miss HOKUSAI～（茶屋的小孩[49]）

2016年
- 蠟筆小新：爆睡！夢世界大作戰（野原新之助）

2017年
- 蠟筆小新：宇宙人Pi力來襲!!（野原新之助）

2018年
- 蠟筆小新：功夫小子～拉麵大亂鬥～（野原新之助）
- 薄墨櫻 -GARO-（金時[50]）
- 劇場版 HUG！光之美少女♡光之美少女 All Stars Memories（米波[51]）

2019年
- Love Live! Sunshine!! 學園偶像電影～彩虹彼端～（小原鞠莉的母親）
- 生日幻境（多羅波[52]）

### OVA
1989年
- 機動戰士 SD鋼彈外傳（園麗公主）

1990年
- 新空手道地獄變（日语：新カラテ地獄変）（佛阿拉〈少女時期〉）
- YJ版檸檬天使（日语：レモンエンジェル (漫画)）（目高）
- 頑皮大師（C子）

1991年
- 龍騎士（日语：ドラゴンナイト）（拉拉）

1993年
- 陷入那樣般情緒吧my舞（日语：その気にさせてよmyマイ舞）（輪玖舞）
- 砂之薔薇 雪地默示錄（日语：砂の薔薇）（提米）

1994年
- 正義使者臀娘（美空雲雀）
- 我不是天使（日语：天使なんかじゃない）（麻宮裕子）

1995年
- 學校的幽靈
- 銀河大小姐傳說優奈 ～哀傷的賽雷茵～（日语：銀河お嬢様伝説ユナ）（香繪里香）

1996年
- 銀河大小姐傳說優奈 ～深暗的仙女～（香坂繪里香）
- 同級生2（舞島可憐）

1997年
- 魔域幽靈 The Animated Series（雅妮塔（日语：ドノヴァン・バイン#アニタ））
- 叢林跟我走！（日语：ジャングルDEいこう!）（真奈見）
- 新機動戰記鋼彈W 無盡的華爾茲（莉莉娜·德利安（日语：リリーナ・ドーリアン））
- VS騎士檸檬汽水&40FRESH（檸檬）
- 大運動會（安娜·雷斯皮基）
- 夢幻遊戲 第二部（芒辰）

1998年
- 青之6號（獸人女兒）
- 魍魎游擊隊（櫻木高見）

2000年
- 傀儡的你（日语：からくりの君）（蘭菊[53]）

2001年
- 夢幻遊戲 永光傳（禮清帝）
- ONE～光輝的季節～（柚木詩子）

2002年
- 熱帶雨林的爆笑生活 DELUXE（阿萊〈妹〉）

2008年
- 獄·絕望先生（糸色倫、糸色交、女孩）

2009年
- 恐怖校園（日语：不気田くん#OVA）（夢子）
- 懺·絕望先生 番外地（新井智惠、糸色倫）

### 網路動畫
- 愚人節企劃「青之驅魔師」×「地獄三澤（日语：地獄のミサワ）」特別跨部合作影片（2012年，「不同相」的奧村燐）
- 蠟筆小新外傳 外星人vs.新之助（日语：クレヨンしんちゃん外伝 エイリアン vs. しんのすけ）（2016年，野原新之助）
- 蠟筆小新外傳 玩具大戰（日语：クレヨンしんちゃん外伝 おもちゃウォーズ）（2016年，野原新之助）
- 蠟筆小新外傳 帶家族之狼（日语：クレヨンしんちゃん外伝 家族連れ狼）（2017年，野原新之助）
- 蠟筆小新外傳 妖怪與野原新之助（日语：クレヨンしんちゃん外伝 お・お・お・のしんのすけ）（2017年，野原新之助）

### 遊戲
1991年
- EFERA & JILIORA The Emblem From Darkness（日语：エフェラ アンド ジリオラ ジ・エンブレム フロム ダークネス）（奧琳）
- 雀偵物語2 宇宙偵探帝凡出動篇（桐島繪理）

1993年
- 蠟筆小新：幼稚園風雲（日语：クレヨンしんちゃん 嵐を呼ぶ園児）（小新〈野原新之助〉）

1994年
- 美少女雀士II（日语：アイドル雀士スーチーパイ）（片桐志穗）
- 蠟筆小新2 大魔王的逆襲（日语：クレヨンしんちゃん2 大魔王の逆襲）（小新〈野原新之助〉）

1995年
- 美少女雀士Special（片桐志穗）
- 美少女雀士Limited（片桐志穗）
- 美少女雀士Remix（片桐志穗）
- 銀河少女傳說2 永遠的Princess（日语：銀河お嬢様伝説ユナ）（香繪里香）
- 寶魔獵人萊姆 特別精選輯 Vol.2（日语：宝魔ハンターライム）（工作人員、百貨公司店員）

1996年
- 美少女雀士II Limited（片桐志穗）
- 銀河少女傳說FX 哀傷的賽雷茵（香坂繪里香）
- 熊之噗太郎 天空是粉紅色的！全員集合!!（那樣是行不通的）（日语：クマのプー太郎）（幸福兔）
- （甲斐朱里）
- （穆納）
- 少女之夢2（日语：ヒロイン・ドリーム）（九櫛圓）
- LULU（露露）
- 若草物語麻雀四姊妹（如月光）

1997年
- 艾爾巴雷亞的乙女（日语：アルバレアの乙女）（繆爾·梅洛斯）
- 銀河少女傳說3 LIGHTNING ANGEL（香坂繪里香）
- 側影幻像（夏伊娜·奈拉·夏伊納）
- 對戰Hot Gimmick（日语：ホットギミック (ゲーム)）（雀犬、清水智子）
- （堤羽凜）
- 同級生2（水野友美）
- BS火焰之紋章 阿卡內亞戰記 第2話 赤龍騎士（卡秋雅〈天馬騎士〉）

1998年
- 戀愛物語2（日语：エーベルージュ）（亞爾緹娜·布魯肯）
- 機動戰艦撫子號 The blank of 3years（風間樹、寺崎小百合）
- 銀河少女傳說ナ FINAL EDITION（香坂繪里香）
- 新世代機器人戰記（日语：新世代ロボット戦記ブレイブサーガ）（吉永莎莉）
- （片桐志穗）
- 對戰Hot Gimmick 快樂天（日语：ホットギミック (ゲーム)）（雀犬）
- 對戰麻雀最終浪漫4（やまがみしの、日向美紀）
- Twin Story 好想告訴你…（日语：ツインズストーリー きみにつたえたくて…）（菊岡華乃）
- 慟哭 然後…（日语：慟哭 そして…）（青木千砂）
- 怪物獵人 發怒的鐵劍（史考普、微微）

1999年
- 大盜五右衛門 雙六之魂（日语：ゴエモン もののけ双六）（風神娘、彭吉）
- CIRCADIA（日语：サーカディア）（桐生院深雪）
- 寶貝龍 Spyro the Dragon（派羅）
- 對戰Hot Gimmick 3 數位衝浪（日语：ホットギミック (ゲーム)）
- 女神異聞錄2 罪（天野舞耶）
- 封神領域（日语：封神領域エルツヴァーユ）（阿爾提·阿爾·羅素）
- PAQA（PAQA）
- 悠久幻想曲3 Perpetual Blue（日语：悠久幻想曲）（貝茜·馬休）
- Little Lovers SHE SO GAME（日语：Little Lovers SHE SO GAME）（神藤由里香）

2000年
- SD鋼彈 G世代系列（2000～2019，莉莉娜·德利安／莉莉娜·匹斯克拉福特／莉莉娜女王（日语：リリーナ・ドーリアン））8作品
- 高機動幻想 機甲槍兵（日语：高機動幻想ガンパレード・マーチ）（新井木勇美）
- 日昇英雄譚R（日语：サンライズ英雄譚）（莉莉娜·德利安）
- 寶貝龍 Spyro the Dragon2：利普多的憤怒（派羅）
- 新世代機器人戰記2（日语：ブレイブサーガ2）（吉永莎莉）
- 女神異聞錄2 罰（天野舞耶）
- 悠久組曲 All Star Project（日语：悠久幻想曲）（貝茜·馬休）
- 洛克人DASH2 龐大的遺產（日语：ロックマンDASH2）（賽拉、亞波&達、主播）

2001年
- 兒童劇場 蠟筆小新動手做（日语：キッズステーション クレヨンしんちゃん オラとおもいでつくるゾ!）（小新〈野原新之助〉）
- 日昇英雄譚2（日语：サンライズ英雄譚）（莉莉娜·德利安、R·桃樂絲·溫萊特）
- 哈利·波特：神秘的魔法石（哈利·波特）

2002年
- 冒險奇譚X（日语：グランディア エクストリーム）（蒂涅）
- 星際大戰：帝國戰場（日语：スター・ウォーズ ギャラクティック・バトルグラウンド）（安納金·天行者）
- 哈利·波特：消失的密室（哈利·波特）

2003年
- SUNRISE WORLD WAR From 日昇英雄譚（日语：サンライズ英雄譚）（R·桃樂絲·溫萊特、吉永莎莉）
- 式神之城II（日语：式神の城）（尼基·哥爵士布魯）
- WILD ARMS Altercode:F（日语：ワイルドアームズ アルターコード:エフ）

2004年
- 鬼武者3（亨利·布蘭）
- 蠟筆小新：呼風喚雨的電影樂園大冒險！（日语：クレヨンしんちゃん 嵐を呼ぶ シネマランドの大冒険!）（小新〈野原新之助〉）
- 魔法少年賈修!! 友情搭檔火力全開（日语：金色のガッシュベル!! 友情タッグバトル フルパワー）（柯杜華）
- 重生傳奇（亞妮·巴斯）
- （野原新之助〈主唱〉）

2006年
- 女神戰記 蕾娜絲（艾莉莎）
- 女神戰記2 希爾梅莉亞（艾莉莎／女神）
- 植木的法則 打倒羅貝多十人團!!（圓包）
- 蠟筆小新：最強家族春日部之王Wii（日语：クレヨンしんちゃん 最強家族カスカベキング うぃ〜）（小新〈野原新之助〉）
- 蠟筆小新：驚奇園地的傳說大絕戰！（日语：クレヨンしんちゃん 伝説を呼ぶ オマケの都ショックガーン!）（小新〈野原新之助〉）
- 時空幻境 世界傳奇 閃耀神話（亞妮·巴斯）
- .hack//G.U. Vol.1、2（卡斯柏）
- BBLOOD+ 雙翼的輪舞曲（宮城陸）
- BLOOD+ Final Peace（宮城陸）
- BLOOD+ 一夜之吻（宮城陸）
- 勇者物語 ～新的旅人～（亘）
- 勇者物語 ～亘的冒險～（亘）

2007年
- 蠟筆小新DS：呼風喚雨的蠟筆大作戰！（日语：クレヨンしんちゃんDS 嵐を呼ぶ ぬってクレヨ〜ン大作戦!）（小新〈野原新之助〉）
- 全民高爾夫5（克利斯）

2008年
- 蠟筆小新：呼風喚雨的電影樂園大挑戰！（日语：クレヨンしんちゃん 嵐を呼ぶ シネマランド カチンコガチンコ大活劇!）（小新〈野原新之助〉）
- 神靈狩/GHOST HOUND DS（駒玖珠都）
- 超級機器人大戰Z（R·桃樂絲·溫萊特、R·D）

2009年
- 蠟筆小新：黏土造型大變身！（日语：クレヨンしんちゃん 嵐を呼ぶ ねんどろろ〜ん大変身!）（小新〈野原新之助〉）
- 超級機器人大戰NEO（日语：スーパーロボット大戦NEO）（帕菲·帕普利席兒）
- 時空幻境 世界傳奇 閃耀神話2（日语：テイルズ オブ ザ ワールド レディアント マイソロジー2）（亞妮·巴斯）
- 我的暑假4 瀨戶內少年偵探團「我與秘密地圖」（我）

2010年
- 機動戰士鋼彈  Extreme Versus（日语：機動戦士ガンダム エクストリームバーサス）（莉莉娜·德利安）
- 蠟筆小新：呆呆忍者傳前進吧！春日部忍者隊！（日语：クレヨンしんちゃん おバカ大忍伝 すすめ!カスカベ忍者隊!）（小新〈野原新之助〉）
- 白騎士物語 -光與闇的覺醒-（フランポワーズ）
- .hack//Link（卡斯柏）
- 暴雨殺機（傑森／山恩·瑪斯）

2011年
- 第2次超級機器人大戰Z 破界篇／再世篇（R·桃樂絲·溫萊特）
- 時空幻境 世界傳奇 閃耀神話3（日语：テイルズ オブ ザ ワールド レディアント マイソロジー3）（亞妮·巴斯）
- 女神異聞錄2 罪 INNOCENT SIN（天野舞耶）

2012年
- 美食獵人TORIKO 美食求生戰！2（日语：トリコ グルメサバイバル!2）（梅爾克）
- 美食獵人TORIKO 美食怪獸！（日语：トリコ グルメモンスターズ!）（梅爾克）
- 女神異聞錄2 罰 ETERNAL PUNISHMENT（天野舞耶）

2013年
- 超級機器人大戰Operation Extend（帕菲·帕普利席兒）
- 美食獵人TORIKO 超美食大戰！（日语：トリコ グルメガバトル!）（梅爾克二代）
- BEYOND：Two Souls（裘蒂·赫姆斯〈幼少時期〉）

2014年
- 赤與燈皆有詭異（紅葉[54]）
- 蠟筆小新：呼風喚雨春日部電影明星！（日语：クレヨンしんちゃん 嵐を呼ぶ カスカベ映画スターズ!）（小新〈野原新之助〉[55]、冒牌小新）
- 第3次超級機器人大戰Z 時獄篇／天獄篇（R·桃樂絲·溫萊特）
- 時空幻境 世界傳奇 夢想尤尼提亞（日语：テイルズ オブ ザ ワールド タクティクス ユニオン）（亞妮·巴斯[56]）

2015年
- 勇氣默示錄2 終結次元（菖蒲[57]）

2016年
- VALKYRIE ANATOMIA -THE ORIGIN-（日语：ヴァルキリーアナトミア -ジ・オリジン-）（艾莉莎）
- 英雄聯盟（索拉卡）

2017年
- 超級機器人大戰V（吉永莎莉）
- 蠟筆小新：沸騰！關東煮大混亂!!（小新〈野原新之助〉）

2018年
- 星海遊俠：回憶（日语：スターオーシャン:アナムネシス）（艾莉莎）
- 超級機器人大戰X（吉永莎莉）
- 碧藍幻想（米波[58]）

2019年
- 超級機器人大戰T（吉永莎莉）
- 時空幻境 鏡光傳奇 Fairy's Requiem（日语：テイルズ オブ ザ レイズ）（亞妮·巴斯）
- 超級機器人大戰DD（莉莉娜·德利安）

2020年
- 決戰之魂（菲格[59]）

### 廣播劇CD
- 愛我就是要說出來。（日语：晴天なり。#ドラマCD）（吉峰真由子）
- 赤與燈皆有詭異系列（紅葉）
  - 赤與燈皆有詭異 選集廣播劇CD1「捉迷藏」
  - 赤與燈皆有詭異 選集廣播劇CD2「採影子遊戲」
  - 赤與燈皆有詭異 廣播劇CD
- 沉默的未知 “if” ～for the future Lovers～（克洛卡）
- Weiß kreuz Dramatic Collection I The Holy Children（水澤美奈）
- 魔域幽靈：獵人 廣播劇CD（雅妮塔（日语：ドノヴァン・バイン#アニタ））
- X CHARACTER FILE 6 YUTO&SEISHIRO（雪華）
- 聲音×魔法 （白姬彼方）
- 巖窟王audio drama異形貴公子（艾德）
- 銀之勇者（日语：銀の勇者） 廣播劇CD（水の精霊）
- 紅心王子（羅賓）
- 高機動幻想 機甲槍兵（日语：高機動幻想ガンパレード・マーチ）系列（新井木勇美）
- 惡靈狩獵 Ghost Hunt （吉見克巳）
- 最遊記2（芳茗）
- The Big O "WALKIMG TOGETHER ON THE YELLOW BRICK ROAD"（R·桃樂絲·溫萊特）
- 絢爛舞踏祭 [希望號DISC]（莎拉·雪夏）
- JOKER系列（日语：ジョーカー・シリーズ (漫画)） FILE 1－2（女小丑）
- 少年陰陽師 天狐篇（晶霞）
- 新機動戰記鋼彈W BLIND TARGET（莉莉娜·德利安（日语：リリーナ・ドーリアン））
- （深草柚以子）
- 宇宙戰艦山本洋子 Action-2（艾伯特）
- ASUKA2（鈴花麗）
- TARAKO PAPPARA PARADISE（唐）
- 重生傳奇 vol.1－4（亞妮·巴斯）
- 天使禁獵區 星幽界篇2（蒂愛爾、旁白）
- 天真！絕滅戰士!!（日语：天然!絶滅ヒーロー!!） 1－2（貝魯貝特）
- 迷宮塔 ～the spoon of URUK～（卡依）
- 迷宮塔 ～the fork of URUK～（卡依）
- 夏目友人帳（子狐）
- HYPER杏奈（日语：ハイパーあんな）（澤霞）
- 霸王大系龍騎士 CD劇場 1－4（帕菲·帕普利席兒）
- 星空學園1－3（天地緋嗣）
- 陽光女孩（日语：陽だまりのピニュ）（丸尾修子）
- G奇幻漫畫CD精選 火焰之紋章 暗黑龍與光之劍 vol.3 風之軌跡（卡秋亞（日语：マケドニア白騎士団#ペガサスナイト三姉妹））
- 最終幻想：無限 After2（幸福鳥／陸行鳥）
- 封殺鬼（日语：封殺鬼）（真彌）
- BLOOD ALONE 3（黑瀨素江）
- 女神異聞錄2 罪與罰 ～無盡的青春～（天野舞耶）
- 女棒甲子園 CD廣播劇 燃燒對決！赤裸裸的9人（堀田小春[60]）
- 放學後的湯姆·索耶（日语：放課後シリーズ#CD）（田代優子）
- Popful Mail（日语：ぽっぷるメイル） Paradise 4、5（唐）
- 真夏之戀人（日语：真夏の恋人）（若葉葵）
- 魔法少年X少女（日语：魔法少年マジョーリアン）
- 守護月天！（山野邊翔子〈初代〉）
- 再一次ONLY YOU（紀子）
- （吉本聖）
- 悠久幻想曲3 Perpetual Blue（日语：悠久幻想曲） 加大單曲精選輯 Vol.4（貝茜·馬休）
- 勇者特急隊 稱為風暴的蜜月（吉永莎莉）
- 1－2（ミケット）
- 路德維希革命（白雪公主）

### 外語配音

#### 電影／電視影集／動畫
| 作品年份 | 作品名稱                    | 配演角色                                                  | 演員                                 | 媒介                                     |
| -------- | --------------------------- | --------------------------------------------------------- | ------------------------------------ | ---------------------------------------- |
| 1990     | 小鬼當家                    | 凱文·麥卡利斯特                                           | 麥考利·克金                          | 富士電視台／日語發音完整版Blu-rayBOX收錄 |
| 1992     | 小鬼當家2                   | 凱文·麥卡利斯特                                           | 麥考利·克金                          | 富士電視台版                             |
| 1994     | 時空大聖                    | 理查·泰勒                                                 | 麥考利·克金                          | 影碟版本                                 |
| 2010     | 神偷奶爸                    | 蒂蒂                                                      | 達娜·蓋爾〈配音〉                    | 劇院公映版本                             |
| 2013     | 神偷奶爸2                   | 蒂蒂                                                      | 達娜·蓋爾〈配音〉                    | 劇院公映版本                             |
| 2017     | 神偷奶爸3                   | 蒂蒂                                                      | 達娜·蓋爾〈配音〉                    | 劇院公映版本                             |
| 1996     | 代溝                        | 傑克·“JJ”·沃倫                                            | 傑克·洛伊德                          | 影碟版本                                 |
| 1996     | 一路響叮噹                  | 傑米·朗斯頓                                               | 傑克·洛伊德                          | 影碟版本                                 |
| 1999     | 星際大戰首部曲：威脅潛伏    | 安納金·天行者                                             | 傑克·洛伊德                          | 劇院公映／DVD收錄                        |
| 1994     | 阿甘正傳                    | 小福雷斯特·甘                                             | 哈利·喬·奧斯蒙                       | 富士電視台版                             |
| 1999     | 第六感                      | 柯爾·席爾                                                 | 哈利·喬·奧斯蒙                       | 影碟／日本電視台版                       |
| 2001     | 戰火遺孤                    | 羅梅克                                                    | 哈利·喬·奧斯蒙                       | 影碟版本                                 |
| 1956     | 國王與我                    | 路易·T·李奧諾文斯                                         | 雷克斯·湯普遜                        | 東京電視台新錄製版                       |
| 1968     | 孤雛淚                      | 奧利弗·崔斯特                                             | 馬克·李斯特                          | 東京電視台版                             |
| 1979     | 克藍瑪對克藍瑪              | 比利·克萊默                                               | 賈斯汀·亨利                          | BD版本                                   |
| 1981     | 拉塞姆斯和流浪漢            | 拉塞姆斯                                                  | 艾瑞克·林格倫                        | 影碟版本                                 |
| 1984     | 魔宮傳奇                    | 小輕快                                                    | 關繼威                               | 朝日電視台版                             |
| 1984     | 小氣財神                    | 提姆                                                      | 安東尼·沃爾特斯                      | 東京電視台版／BD收錄                     |
| 1985     | 歡樂家庭 (第1～3季)         | 班傑明·“班”·西維爾                                        | 傑瑞米·米勒                          | NHK教育版                                |
| 1987     | 超時空戰士                  | 米奧／荷塞                                                | 尼克·皮卡德                          | 影碟版本                                 |
| 1988     | 風雲際會                    | －                                                        | －                                   | TBS版                                    |
| 1988     | 威探闖通關                  | －                                                        | －                                   | 機艙內公映版本                           |
| 1989     | 救難小福星                  | －                                                        | －                                   | 新日語配音版本                           |
| 1989     | 時空怪客                    | 凱倫·巴什                                                 | 琳賽·費舍                            | VHS版本                                  |
| 1990     | 清秀小佳人                  | 菲力克斯·金                                               | 扎卡里·班納特                        | NHK版                                    |
| 1990     | 小小湯姆與傑利              | 帕西                                                      | （原文配音者不詳）                   | Cartoon Network版                        |
| 1990     | 小鬼當家                    | 富勒·麥卡利斯特                                           | 基蘭·克金                            | 影碟版本                                 |
| 1990     | 與狼共舞                    | －                                                        | －                                   | 影碟版本                                 |
| 1990     | 鼠洞里的好朋友              | 尼爾斯·卡爾森                                             | 喬納坦·林道夫                        | VHS版本                                  |
| 1990     | 風情媽咪俏女兒              | 夏洛特                                                    | 薇諾娜·瑞德                          | 東京電視台版                             |
| 1991     | 靈犬凱利                    | 丹尼·福斯特                                               | 亞力山德·肯普                        | NHK教育版                                |
| 1991     | 樓下亡魂                    | 艾莉絲                                                    | A·J·蘭格爾                           | VHS&DVD版本                              |
| 1991     | 歡樂滿屋 (第5季)            | 泰迪                                                      | 塔吉·莫里                            | NHK教育版                                |
| 1991     | 阿達一族                    | 女星探                                                    | 梅賽德斯·麥克納布                    | 影碟版本                                 |
| 1992     | 修女也瘋狂                  | 瑪麗·羅伯特修女                                           | 溫迪·麥凱奈                          | 日本電視台版                             |
| 1992     | 小鬼當家2                   | 富勒·麥卡利斯特                                           | 基蘭·克金                            | 影碟版本                                 |
| 1992     | 今生有約                    | 奈特·庫柏                                                 | 伊萊亞·伍德                          | 朝日電視台版                             |
| 1993     | X檔案                       | 緹納·席夢思〈夏娃9號〉 辛蒂·里爾頓〈夏娃10號〉麥可·馬斯登 | 莎賓娜·克里文斯 艾立·克里文斯丹·列特 | 影碟版本                                 |
| 1993     | 修女也瘋狂2                 | 瑪麗·羅伯特修女                                           | 溫迪·麥凱奈                          | 日本電視台版                             |
| 1994     | 浪子保鑣                    | 溫切爾                                                    | 馬修·麥卡利                          | VHS版本                                  |
| 1994     | 月亮代表我的心              | 安迪·貝拉米                                               | 萊安·陶德                            | VHS版本                                  |
| 1994     | 夜訪吸血鬼                  | 克勞迪婭                                                  | 克斯汀·鄧斯特                        | 富士電視台版                             |
| 1994     | 森林王子                    | 5歲的毛克利                                               | 山恩·南格利                          | 機艙內公映版本                           |
| 1995     | 俏奶媽俱樂部                | 瑪麗·安妮·史畢爾                                          | 瑞秋·萊·寇克                         | 影碟版本                                 |
| 1995     | 傲慢與偏見                  | 瑪麗·班奈特                                               | 露西·布里爾斯                        | LaLaTV頻道                               |
| 1995     | 跨越時空之海                | 托馬斯·明頓                                               | 彼得·賴茲尼克                        | 影碟版本                                 |
| 1995     | 三個願望                    | 湯姆·霍爾曼                                               | 約瑟夫·馬傑羅                        | VHS版本                                  |
| 1995     | 逃出魔幻紀                  | 彼得·夏波德                                               | 布拉德利·皮爾斯                      | VHS／舊DVD／富士電視台／豪華版BD收錄     |
| 1995     | X檔案 (第3季)               | 凱文·克萊德                                               | 凱文·席格斯                          | 影碟版本                                 |
| 1995     | 絕命殺陣                    | 艾米莉·麥科德                                             | 惠特尼·萊特                          | 朝日電視台版                             |
| 1995     | 小公子 (BBC電視影集)        | 西德瑞克·艾羅爾                                           | 麥可·賓士                            | NHK教育版                                |
| 1996     | 鬼馬小精靈 (1996年電視動畫) | 卡斯珀                                                    | 馬拉基·皮爾森〈配音〉                | VHS版本                                  |
| 1996     | ID4星際終結者               | 狄倫·達布羅                                               | 羅斯·巴格萊                          | 朝日電視台版                             |
| 1996     | 超級大間諜                  | 哈里特·M·韋爾施                                           | 蜜雪兒·柴藤伯                        | VHS版本                                  |
| 1996     | 新木偶奇遇記                | 皮諾丘                                                    | 喬納森·泰勒·托馬斯                   | 影碟版本                                 |
| 1996     | 小魔女                      | 瑪蒂達                                                    | 瑪拉·威爾遜                          | 影碟版本                                 |
| 1996     | 烈火終結令                  | 瑞奇·雷納德                                               | 安德魯·J·費奇蘭                      | 朝日電視台版                             |
| 1996     | 悲憐上帝的小女兒            | 瑪提亞                                                    | 瑪提亞·比羅·卡頓                     | 影碟版本                                 |
| 1996     | 山姆大叔                    | 喬地·巴克                                                 | 克里斯多福·奧頓                      | VHS版本                                  |
| 1997     | 天堂的孩子                  | 莎拉                                                      | 巴哈麗·西迪奇                        | 影碟版本                                 |
| 1997     | 驚爆紅色十月                | 托米                                                      | 布里頓·馬庫斯                        | 富士電視台版                             |
| 1997     | 老公老婆不登對              | 少年時的葛瑞格                                            | －                                   | NHK／FOX／DVD收錄                        |
| 1997     | 急診室的春天                | 第4季：史考特·恩斯柏第14季：約書亞·利普尼基               | 特拉沃·摩根邁爾斯·海瑟               | NHK-BS2版                                |
| 1997     | 小偷                        | 桑亞                                                      | 米夏·菲利浦楚克                      | 影碟版本                                 |
| 1997     | 小鬼當家3                   | 艾力克斯·普魯特鸚鵡                                       | 艾力克斯·D·林茲戴倫·T·勞斯〈配音〉   | 影碟／富士電視台版日本電視台版           |
| 1997     | 愛在心裡口難開              | 史賓塞                                                    | 傑西·詹姆斯                          | VHS&DVD版本                              |
| 1997     | 美麗人生                    | 埃利奧諾拉                                                | 卡洛塔·曼吉奧內                      | 影碟版本                                 |
| 1998     | 水銀蒸發令                  | 西蒙                                                      | 米科·休斯                            | 朝日電視台版                             |
| 1998     | 至尊黑傑克                  | 凱西                                                      | 帕德里金·墨菲                        | 影碟版本                                 |
| 1998     | 狂熱迪士哥                  | 梅                                                        | 瑪德琳·譚                            | VHS&DVD版本                              |
| 1998     | 波蘭婚禮                    | 哈菈                                                      | 克萊兒·丹妮絲                        | VHS版本                                  |
| 1998     | 大力士                      | 什林克                                                    | 安妮·波茨                            | Toon Disney頻道                          |
| 1998     | 女兒站起來                  | 夏洛特·安妮·‘香奈兒’·威利斯                               | 莉莉·索碧斯基                        | 影碟版本                                 |
| 1998     | 都是愛情惹的禍              | 德克·卡洛威                                               | 梅森·甘布                            | 影碟版本                                 |
| 1998     | 冬天的第一場雪              | 山恩                                                      | 米瑞安·瑪格萊斯〈配音〉              | VHS版本                                  |
| 1998     | 親親小媽                    | 班·哈瑞森                                                 | 連姆·艾肯                            | DVD版本                                  |
| 1999     | 失蹤時刻                    | 7歲的文森特·卡帕多奇亞                                    | 科瑞·巴克                            | 影碟版本                                 |
| 1999     | 冒牌老爸                    | 朱立安·麥格拉斯                                           | 迪倫&科爾·斯普羅斯                   | DVD版本                                  |
| 1999     | 提圖斯                      | 小時候的盧修斯                                            | 奧申·瓊斯                            | 影碟版本                                 |
| 1999     | 聖女貞德                    | 8歲時的貞德                                               | 珍妮·瓦倫泰                          | 日本電視台版                             |
| 1999     | 紐約大地震                  | 丹尼·特瑞爾                                               | 米甲·蘇揚尼克                        | 富士電視台版                             |
| 1999     | 斷頭谷                      | 楊格·馬斯巴斯                                             | 馬爾克·皮克林                        | 影碟版本                                 |
| 1999     | 安娜與國王                  | 路易·T·萊昂諾文斯                                         | 湯姆·費爾頓                          | 影碟版本                                 |
| 1999     | 心靈角落                    | －                                                        | －                                   | VHS版本                                  |
| 1999     | 天使的孩子                  | 幼年時的法蘭克                                            | 喬·布林                              | 影碟版本                                 |
| 1999     | 細路祥                      | 祥仔                                                      | 姚月明                               | 影碟版本                                 |
| 2000     | 家有跳狗                    | 瑞芭絲·阿普列懷特                                         | 卡特琳·瓦克斯                        | DVD版本                                  |
| 2000     | 神童布魯諾                  | 布魯諾                                                    | 艾力克斯·D·林茲                      | 影碟版本                                 |
| 2000     | 我最好的朋友哈利            | 珍妮                                                      | 薇朵兒·戴柯士達                      | DVD版本                                  |
| 2000     | 哈姆雷特                    | 歐菲莉亞                                                  | 茱莉亞·史緹爾                        | DVD版本                                  |
| 2000     | 鹿兄鼠弟                    | 松鼠洛奇                                                  | 瓊·福雷 〈配音〉                     | VHS版本                                  |
| 2000     | 衝鋒陷陣                    | 19歲時的謝里爾                                            | （不詳）                             | 影碟版本                                 |
| 2000     | 舞動人生                    | 比利·艾略特                                               | 傑米·貝爾                            | BD版本                                   |
| 2000     | 鬼馬小精靈之千禧聖誕快樂    | 卡斯珀                                                    | 布朗東·萊恩·巴瑞特〈配音〉           | VHS版本                                  |
| 2000     | 聖誕老人是誰？              | 札克·德萊葉                                               | 馬克斯·莫羅                          | 影碟版本                                 |
| 2000     | 驚心動魄                    | 喬瑟夫·杜恩                                               | 斯潘塞·特里特·克拉克                 | 東京電視台版                             |
| 2000     | 刺魚                        | 全太雄                                                    | 俞承豪                               | DVD版本                                  |
| 2000     | NATO 跳舞！忍者傳說         | 米娜                                                      | 妮哈·杜比亞                          | 影碟版本                                 |
| 2001     | 哈啦辣美眉                  | 山姆·卡拉漢                                               | 巴格·霍爾                            | 日本電視台版                             |
| 2001     | 亞馬遜河歷險記              | 泰納                                                      | 厄尼絲·巴亞                          | DVD版本                                  |
| 2001     | 人魔                        | 飛行機少年                                                | 伊恩·岩瀧                            | 影碟版本                                 |
| 2001     | 魔獸之役                    | 凱西·艾詩靈                                               | 香岱兒·康林                          | 影碟版本                                 |
| 2001     | 貓狗大戰                    | 路〈小獵犬〉                                              | 托比·馬奎爾〈配音〉                  | 影碟版本                                 |
| 2001     | 夏天的滋味                  | －                                                        | －                                   | DVD版本                                  |
| 2001     | 沉默生機                    | 傑西·康拉德                                               | 絲凱·麥蔻·芭杜席亞克                 | 影碟版本                                 |
| 2001     | 美麗心靈                    | 瑪西                                                      | 薇薇安·卡登                          | 影碟版本                                 |
| 2002     | 顫慄空間                    | 莎拉·阿特曼                                               | 克莉絲汀·史都華                      | 朝日電視台版                             |
| 2002     | 見鬼                        | 瑛瑛                                                      | 蘇日麗                               | DVD版本                                  |
| 2002     | 追情殺手                    | 格雷西·希勒                                               | 泰莎·艾倫                            | 東京電視台版                             |
| 2002     | 八腳怪                      | 麥克·帕克                                                 | 史考特·泰拉                          | 東京電視台版                             |
| 2002     | 天兆                        | 摩根·海斯                                                 | 羅伊·克金                            | 富士電視台版                             |
| 2002     | 血型拼圖                    | 雷蒙德·托雷斯                                             | 梅森·盧塞羅                          | 東京電視台版                             |
| 2002     | 想做熊的孩子                | 小熊                                                      | （原文配音者不詳）                   | DVD版本                                  |
| 2003     | 星際大戰：複製人之戰        | 少年時的安納金                                            | 法蘭基·萊恩·曼里奎茲〈配音〉         | Cartoon Network／DVD收錄                 |
| 2003     | 蜜糖第一名                  | 雷蒙德                                                    | 柴克瑞·伊賽亞·威廉斯                 | DVD版本                                  |
| 2004     | 鬼飯店                      | 艾琳                                                      | 法蘭西絲卡·懷茲                      | DVD版本                                  |
| 2004     | 巴黎戀人                    | 姜建                                                      | 金永燦                               | 日本電視台版                             |
| 2004     | 沙仙活地魔                  | 羅伯特                                                    | 費迪·夏摩亞                          | 影碟版本                                 |
| 2004     | 新亞馬遜河歷險記            | 泰納                                                      | 厄尼絲·巴亞                          | DVD版本                                  |
| 2004     | 對不起，我愛你              | 金刀魚                                                    | 朴健泰                               | 東京電視台版                             |
| 2005     | 靈幻夾克                    | 少女時期的賈姬                                            | 蘿拉·馬拉諾                          | 影碟版本                                 |
| 2005     | 陰宅                        | 切爾西·拉茲                                               | 克蘿伊·摩蕾茲                        | DVD版本                                  |
| 2005     | 蝙蝠俠：開戰時刻            | 8歲時的布魯斯·韋恩                                        | 葛斯·路易士                          | 日本電視台版                             |
| 2005     | 冒牌伴郎生擒姊妹團          | 葛蘿莉亞·克羅利                                           | 艾拉·費雪                            | DVD版本                                  |
| 2005     | 小曼哈頓                    | 吉布列·“吉布”·巴頓                                        | 喬許·哈卻森                          | DVD版本                                  |
| 2005     | 蒙面俠蘇洛2：不朽傳奇       | 華金·戴·拉·維加                                           | 安卓恩·艾方索                        | 日本電視台版                             |
| 2006     | 春日華爾滋                  | 小時候的朴恩映                                            | 韓素希                               | NHK-BS2版                                |
| 2006     | 百變飛車                    | 菲力克斯·班德                                             | 尼基塔·沃庫爾卡                      | DVD版本                                  |
| 2006     | 海神號                      | 科納·詹姆斯                                               | 吉米·班尼特                          | 影碟版本                                 |
| 2006     | 我的小小鋼琴家              | 尹慶民                                                    | 申宜宰                               | DVD版本                                  |
| 2006     | 凶兆                        | 戴米恩·桑恩                                               | 西繆斯·戴維-費茲派屈克               | 影碟版本                                 |
| 2006     | 我家有個大屍兄              | 提米·羅賓森                                               | 庫桑·瑞                              | DVD版本                                  |
| 2006     | 慾望師奶 (第3季)            | 艾咪·皮爾斯                                               | 茱莉葉・高莉婭                       | NHK-BS2版                                |
| 2007     | 約書亞                      | 約書亞·凱恩                                               | 雅各布·柯岡                          | DVD版本                                  |
| 2007     | 愛卡莉                      | 亞曼達·瓦爾迪茲                                           | 艾瑞兒·華萊士                        | NHK教育版                                |
| 2007     | 魔法玩具城                  | 艾瑞克·阿普爾鮑姆                                         | 查克·米爾斯                          | 劇院公映／DVD收錄                        |
| 2008     | 穿梭時空好小子              | 查爾斯·“查理”·塔特爾                                      | 路克·班沃德                          | DVD版本                                  |
| 2008     | 長江7號                     | 周小狄                                                    | 徐嬌                                 | DVD版本                                  |
| 2008     | 極速賽車手                  | 小時候的催西                                              | 艾莉爾·溫特                          | 劇院公映／DVD收錄                        |
| 2008     | 惡靈古堡：惡化              | 蘭妮·曹拉                                                 | 蜜雪兒·洛芙〈配音〉                  | BD&DVD版本                               |
| 2009     | 星際狗狗                    | －                                                        | －                                   | 影碟版本                                 |
| 2009     | 孤兒怨                      | 艾絲特                                                    | 伊莎貝拉·弗爾曼                      | 劇院公映版本                             |
| 2009     | 時空旅人之妻                | －                                                        | －                                   | 劇院公映版本                             |
| 2009     | 神通魔法石                  | “諾斯”·諾斯沃西                                           | 傑克·索特                            | 影碟版本                                 |
| 2009     | 神秘洞穴                    | 盧卡斯                                                    | 納桑·蓋博                            | DVD版本                                  |
| 2009     | 食破天驚                    | 凱爾                                                      | 巴比·J·湯普森〈配音〉                | 劇院公映／DVD收錄                        |
| 2009     | 樂園                        | 華蘭                                                      | 金裕貞                               | 影碟版本                                 |
| 2009     | 實現夢想                    | 張在中                                                    | 蔡健                                 | 影碟版本                                 |
| 2009     | 安妮回憶錄                  | 安妮·法蘭克                                               | 羅莎貝爾·勞倫提·塞勒斯               | DVD版本                                  |
| 2010     | 同伊                        | 小時候的同伊                                              | 金裕貞                               | BD&DVD版本                               |
| 2010     | 魔法褓母麥克菲2             | 諾曼·格林                                                 | 阿薩·巴特菲爾德                      | 劇院公映／DVD收錄                        |
| 2010     | 功夫夢                      | 德瑞·帕克                                                 | 賈登·史密斯                          | DVD版本                                  |
| 2010     | 大叔                        | 鄭素美                                                    | 金賽綸                               | DVD版本                                  |
| 2010     | 生人勿進                    | 歐文                                                      | 寇帝·史密-麥菲                       | 影碟版本                                 |
| 2010     | 彩虹小馬：友情就是魔法      | 皮皮                                                      | 威廉·勞倫森〈配音〉                  | 東京電視台版                             |
| 2011     | 我叫亨利，我找我爸          | 亨利·詹姆斯·赫曼                                          | 傑森·史派瓦克                        | DVD版本                                  |
| 2012     | 南方野獸樂園                | Hushpuppy                                                 | 葵雯贊妮·華莉絲                      | DVD版本                                  |
| 2012     | 怪誕黑家族                  | 大衛·柯林斯                                               | 格列佛·麥葛拉斯                      | 影碟版本                                 |
| 2012     | 少年Pi的奇幻漂流            | 皮辛·墨利多·“派”·帕帖爾〈11－12歲〉                       | 阿尤許·坦登                          | 影碟版本                                 |
| 2013     | 薩姆和卡特                  | 葛文                                                      | 索菲亞·葛莉絲                        | NHK教育版                                |
| 2014     | 樂高玩電影                  | 神力女超人少年                                            | 蔻碧·史莫德〈配音〉－                | 劇院公映／DVD收錄                        |
| 2014     | 傳世                        | 伊桑·伍德                                                 | 皮爾斯·加格農                        | WOWOW版                                  |
| 2016     | 屍控動物園                  | 西婭                                                      | 菈菈·納斯特                          | DVD版本                                  |
| 2016     | 樂高星際大戰：拾荒者冒險記  | 少年時的達斯·維達                                         | －                                   | 迪士尼頻道版                             |
| 2016     | 酷寶：魔弦傳說              | 酷寶                                                      | 亞特·帕金森〈配音〉                  | 劇院／機艙內公映版本                     |
| 2018     | 滴答屋                      | 羅絲·莉塔·波廷格                                          | 凡妮莎·安妮·威廉斯                   | 劇院公映版本                             |

### 柏青哥
- CR FEVER星際大戰 達斯·維達降臨（安納金·天行者〈少年〉）

### 電影
2006年
- 貓目小僧（日语：猫目小僧 (映画)）（貓目小僧的聲音）

### 廣播節目
- （♯141節目嘉賓）
- （♯47節目嘉賓）
- NHK廣播第2頻率 話說之旅（日语：おはなしの旅）
  - 『賣火柴的小女孩』
  - 『風』
  - 『 尋母三千里』
- （第49回 2011年8月9日 節目嘉賓）
- Sweet&Bitter（2018年10月－2019年3月、2019年10月－2020年3月，沖繩電台）

### 廣告旁白

#### 野原新之助相關
- 蠟筆小新相關廣告
- NITTOHNE（日语：日東紅茶）（1992年－1993年）
- 三重縣觀光聯盟『王、三重』（2001年）
- 日本租車（2004年－2010年）
- 娥羅納英H軟膏（日语：オロナイン液）
- 瑞可利賃貸版
- 萬普遊戲「蠟筆小新」
- 萬代、
- NAC「CreCla（日语：クリクラ）」
- 西宇和農業協同組合（日语：西宇和農業協同組合）
- 食其家「牛」
- Circle K Sunkus
- Febreze（日语：ファブリーズ）
- 花王「ATTACK」
- Leohouse（日语：ヤマダレオハウス）

#### 其它廣告
- 健榮製藥（日语：健栄製薬） 『感染列島×手』（分飾二角的方式，一面幫浣熊配音）
- 萬普『超級魔法氣泡』
- 萬普『魔法氣泡（Game Boy版）』
- 萬普『超級謎之魔法氣泡 阿露露的咖哩醬（日语：なぞぷよ）』
- 萬普『超級機器人大戰COMPACT for WonderSwanColor（日语：スーパーロボット大戦COMPACT）』（2001年）與神谷明共同出演

### 其它
- 特報王國（日语：投稿!特ホウ王国）（僅一次出現）
- 週三特番！（日语：水曜スペシャル）「哆啦A夢15週年紀念特輯」
- 地球戲劇性（日语：地球ドラマチック）「·走少年」 （少年〈布迪亞·辛格（英语：Budhia Singh）〉的聲音，NHK教育，2007年6月13日播出）
- 人氣動畫配音員的臉讓你全部看個夠20選（日语：大胆MAP）（在節目中介紹矢島她的配音代表作《蠟筆小新》主角野原新之助，朝日電視台，2007年9月22日播出）
- 30位動畫人物角色的臉讓你一次看個夠 春季新作特輯（日语：大胆MAP）（在節目中介紹矢島她的配音代表作《蠟筆小新》主角野原新之助，同時，矢島也在節目中與野原一家的配音員一起現身。朝日電視台，2008年4月6日播出）
- BLOOD+ DVD第3卷影像特典（露面公開採訪）
- 天使們的戲曲 DVD第6卷影典映像（與澤城美雪一起音頻評論演出）
- 爆笑模仿紅白歌合戰SP（日语：爆笑そっくりものまね紅白歌合戦スペシャル）（富士電視台，2010年10月3日，於『大好大集合』的單元中進行模仿表演。）
- SMAP×SMAP（富士電視台，2011年11月28日，與草彅剛2人對唱）
- 猜謎☆藝人名鑑（日语：クイズ☆タレント名鑑）（TBS電視網，2012年2月5日，於『！』的單元中出演）
- 第一歌唱秀（日语：1番ソングSHOW）（日本電視網，2012年6月6日，在節目中唱）
- 貓辯與透明人（日语：猫弁#テレビドラマ）（TBS電視網，2013年4月22日，雨傘巴丹鸚鵡的聲音）
- （科樂美）中收錄了蠟筆小新主題曲。現在已經刪除。
- 蠟筆小新：大對決！機器人爸爸的反擊 「最新映！SP」日本劇院上映前特別節目（朝日電視台，2014年4月19日，野原新之助的聲音）
- 電影「蠟筆小新：我的搬家物語 仙人掌大襲擊」特別節目（朝日電視台，2015年4月11日，野原新之助的聲音）
- 電影「蠟筆小新：爆睡！夢世界大作戰」特別節目（朝日電視台，2016年4月17日，野原新之助的聲音）
- 電影「蠟筆小新：宇宙人Pi力來襲!!」特別節目（朝日電視台，2017年4月9日，野原新之助的聲音）

## 音樂作品

### 角色歌曲
- 公文式教材
- 勇者特急隊 歌之專輯－「情報」「私」等
- 機動戰艦撫子號 明日艦長－「Delicious Island」
- 霸王大系龍騎士 亞迪傳說／歌唱精選輯－「Angel Flower」
- 大運動會 音樂篇1－「NUDE」等
- 新機動戰記鋼彈W OPERATION 4　－「愛泣」
- 六翼天使之聲（日语：セラフィムコール） 迷你原聲音樂「洋菓子味」－「…」等
- 宇宙人形17 …場所…－等
- Little Love Letters SECOUND MAIL丘高校 神藤－「真色褪…」等

### 野原新之助名義
- ※這首歌曲是矢島以配音員身份推出的動畫角色歌曲，第一次亮相同時登上Oricon前10名。
- （with （玄田哲章））
- （&名義、with 小林幸子）

## 腳註

## 外部連結
- AIR AGENCY官方網站的聲優簡介 （页面存档备份，存于） （日語）